# Яременко Ілля Петрович
Яре́менко Ілля́ Петро́вич (нар. 8 липня 1925 — пом. 10 червня 1967) — повний кавалер Ордена Слави, в часи Другої Світової війни — командир відділення роти автоматників 203-го гвардійського стрілецького полку 70-ї гвардійської стрілецької дивізії 38-ї армії, гвардії сержант.

## Біографія
Народився 8 липня 1925 року в селі Головеньки Борзнянського району Чернігівської області в селянській сім'ї. Українець. Закінчив 7 класів.
Німецьку окупацію пережив у селі. У вересні 1943 року польовим військкоматом 38-ї армії призваний у Червону армію до складу 203-го гвардійського стрілецького полку. Брав участь у боях на Україні та Польщі, війну закінчив у Чехословаччині.
11 вересня 1944 року в бою поблизу міста Коросно в Польщі командир віддлення автоматників Ілля Яременко з автомата знищив понад 10 гітлерівців. Наказом від 7 жовтня 1944 року гвардії молодший сержант Яременко Ілля Петрович нагороджений орденом Слави 3-го ступеня.
27 січня 1945 року в наступальному бою в районі села Радочка на північний схід від міста Бельсько-Бяла Яременко з бійцями відділення придушив кулеметну точку, яка перешкоджала просуванню підрозділів, розсіяв колону ворожої піхоти, особисто знищивши понад 10 гітлерівців. Наказом від 14 лютого 1945 року гвардії сержант Яременко Ілля Петрович нагороджений орденом Слави 2-го ступеня.
25 квітня 1945 року Яременко зі своїм відділенням відбив кілька запеклих контратак противника біля населеного пункту Тржебова в Чехословаччині, а 28 квітня в бою в районі міста Колін (Середньочеський край) Ілля зі своїм відділенням знищив понад 30 гітлерівців і 2 ворожих кулеметних розрахунки.
Указом Президії Верховної Ради СРСР від 15 травня 1946 року «за виняткову мужність, відвагу і безстрашність, виявлені на заключному етапі Великої Вітчизняної війни в боях з гітлерівськими загарбниками» гвардії сержант Яременко Ілля Петрович нагороджений орденом Слави 1-го ступеня (№ 1558).
Після війни продовжував службу в армії до 1950 року. Демобілізований повернувся у рідне село. Помер 10 червня 1967 року.

## Нагороди
- Орден Слави 3-го ступеня (№ 178781, 07.10.1944)
- Орден Слави 2-го ступеня (№ 9795, 14.02.1945)
- Орден Слави 1-го ступеня (№ 1558, 15.05.1946)
- Орден Червоної Зірки
- медалі